# Laindon
Laindon is een plaats in het bestuurlijke gebied Basildon, in het Engelse graafschap Essex.

## Geboren
- Joan Sims (1930-2001), actrice
- Josh Dubovie (1990), zanger